# Poecile davidi
El carbonero de David (Poecile davidi), es una especie de ave paseriforme de la familia de los páridos (Paridae), endémica de Asia. 

## Distribución y hábitat
Es endémica del centro-oeste de China, se puede encontrar al sur de la provincia de Gansu, el oeste de Hubei y el sur de Shaanxi y Sichuan.
Su hábitat  natural de reproducción son los bosques subalpinos, de 2,000 a 3,400 m de altitud.